# GOD (gruppo musicale)
I GOD (지오디?, Ji-odiLR, acronimo di Groove Over Dose, reso graficamente g.o.d) sono una boy band sudcoreana formatasi nel 1999 e presto diventata una delle più popolari in madrepatria nei primi anni 2000. Composti da Park Joon-hyung, Yoon Kye-sang, Danny Ahn, Son Ho-young e Kim Tae-woo, nel 2005 hanno sospeso a tempo indeterminato le attività dopo l'uscita dal gruppo di Yoon, ma si sono riuniti nel 2014. Spesso chiamati "gli idol nazionali" per l'attrattiva universale delle loro canzoni, sono considerati parte delle "leggende del K-pop" insieme ad altri gruppi idol come Shinhwa, HOT, Sechs Kies, FinKL e SES.

## Storia
I GOD debuttarono nel 1999 con il singolo To Mother. Dopo aver vinto il premio Daesang, ottenuto da tre delle maggiori emittenti televisive coreane, grazie al loro quarto album che vendette più di un milione di copie, i membri del gruppo si dedicarono ad un tour intitolato 100-day Human Concert, nel quale ogni concerto aveva un tema diverso, e tutti sono stati sold out. Dopo l'uscita di Yoon nel 2004, continuarono a promuovere come quartetto pubblicando altri due album e andarono in pausa dopo il loro ultimo concerto nel dicembre 2005, senza mai sciogliersi nonostante quanto riportato dai media nel corso del decennio seguente. Si sono riuniti nel 2014 come quintetto.

## Formazione
- Park Joon-hyung – rap (1999-2005, 2014-)
- Yoon Kye-sang – rap, canto (1999-2004, 2014-)
- Danny Ahn – rap (1999-2005, 2014-)
- Son Ho-young – rap, canto (1999-2005, 2014-)
- Kim Tae-woo – canto (1999-2005, 2014-)

## Discografia

### Album in studio
- 1999 – Chapter 1
- 1999 – Chapter 2
- 2000 – Chapter 3
- 2001 – Chapter 4
- 2002 – Chapter 5: Letter
- 2004 – An Ordinary Day
- 2005 – Into the Sky
- 2014 – Chapter 8
- 2019 – Then & Now